# 私の1冊 日本の100冊
私の1冊 日本の100冊（わたしのいっさつにっぽんのひゃくさつ）は、NHKBSで2008年10月27日から2009年3月27日まで放送されていたテレビ番組。

## 概要
各界の著名人100人に「私の最も大切な本」を1冊あげてもらい、その本と出合った時の状況や時代背景、どんな影響を受けたのかを語ってもらう。
レギュラー放送、初回前日の2008年10月26日と最終回翌日の2009年3月28日に特番を放送。

## 放送時間
- NHKBS2
  - 平日08:00-08:10
- NHKBShi
  - 平日08:45-08:55
  - 土曜07:45-08:35（1週間分の再放送）

## 放送リスト
上段：紹介者 下段：作品名
| 月                                                     | 火                                        | 水                                      | 木                                   | 金                              |
| ------------------------------------------------------ | ----------------------------------------- | --------------------------------------- | ------------------------------------ | ------------------------------- |
| 安藤忠雄 五重塔                                        | 押切もえ 人間失格                         | 児玉清 蝉しぐれ                         | 中村伊知哉 紅い花                    | 光浦靖子 八日目の蝉             |
| 新妻聖子 本陣殺人事件                                  | 内山理名 私的生活                         | 姜尚中 こころ                           | 残間里江子 情事                      | 木村政雄 金閣寺                 |
| イッセー尾形 スタジオジブリ絵コンテ全集 となりのトトロ | 吉行和子 第七官界彷徨                     | 出井伸之 生命を捉えなおす               | 小山薫堂 小僧の神様                  | 福岡伸一 地図のない道           |
| 岩合光昭 ノラや                                        | 福原義春 方丈記                           | 川上未映子 翔太と猫のインサイトの夏休み | 柴田理恵 人間交差点                  | 大倉正之助 わら一本の革命       |
| 季里 ふしぎなえ                                        | 丸谷才一 不機嫌の時代                     | 佐々木幹郎 山羊の歌                     | 三枝成彰 忘れられた日本人            | 青柳正規 人間の條件             |
| 柿沼康二 夜長姫と耳男                                  | 阿刀田高 砂の女                           | 林望 青い夜道                           | 山田邦子 漂流                        | 小栗康平 死の棘                 |
| 黒田征太郎 戦争童話集                                  | 井筒和幸 仁義なき戦い                     | 仲畑貴志 人間臨終図巻                   | 西本智実 トロッコ                    | 最相葉月 戦艦武蔵               |
| 川上弘美 ノンちゃん雲に乗る                            | 岡田朝雄 どくとるマンボウ昆虫記           | 森達也 堕落論                           | 堀田力 あすなろ物語                  | 森村誠一 おくのほそ道           |
| さだまさし 鬼平犯科帳                                  | 有森裕子 兎の眼                           | 江川達也 坊っちゃん                     | 米村でんじろう ボクの学校は山と川    | ねじめ正一 国旗が垂れる         |
| 矢野沙織 窓ぎわのトットちゃん                          | 崔洋一 鴉の死                             | 千住博 海辺のカフカ                     | 金子兜太 橋本夢道句集「無礼なる妻」  | 菊地信義 山躁賦                 |
| 原武史 神々の乱心                                      | C・W・ニコル 輝ける闇                     | 早坂暁 仰臥漫録                         | 原田泰治 神を描いた男・田中一村      | 雨宮処凛 COTTON100%             |
| 北方謙三 李陵                                          | 上野由岐子 小さな夢の詩集「絶望より立つ」 | 水原紫苑 千羽鶴                         | 辻井喬 蘆刈                          | 関川夏央 流れる                 |
| 室井佑月 走れ!タカハシ                                 | アーサー・ビナード 陽気な引っ越し         | 丹羽宇一郎 木のいのち木のこころ         | 五嶋龍 壬生義士伝                    | 小石至誠 うらおもて人生録       |
| 村主章枝 トップアスリート                              | 斎藤環 山椒魚                             | 茂山逸平 義経はここにいる               | ケンタロウ 極北に駆ける              | 新井満 月山                     |
| 玉木正之 けんかえれじい                                | 金原ひとみ コインロッカー・ベイビーズ     | 鷲田清一 育児の百科                     | 古田貴之 塩狩峠                      | 玄侑宗久 時間と自己             |
| 蒼井優 旅をする木                                      | 荒川良々 私はクラゲになりたい             | 東浩紀 果しなき流れの果に               | 須藤元気 竜馬がゆく                  | 今野勉 <<ゴーシュ>>という名前   |
| 土佐信道 悪魔のいる天国                                | 佐藤江梨子 ノルウェイの森                 | 鏡リュウジ 黒魔術の手帖                 | 春風亭昇太 ねぼけ人生                | 大林素子 子孫が語る 土方歳三    |
| 華恵 たけくらべ                                        | 西原理恵子 季節のない街                   | 郷ひろみ 蒼穹の昴                       | 中嶋莞爾 第四間氷期                  | 久米明 山椒大夫                 |
| 檀ふみ 火垂るの墓                                      | 唐沢俊一 檀流クッキング                   | 坂本龍一 不合理ゆえに吾信ず             | 湯浅誠 生きさせろ!難民化する若者たち | 浜畑賢吉 江戸の繁盛しぐさ       |
| 大石静 新生                                            | 加藤剛 平将門                             | 町田康 俄 浪華遊侠伝                    | 松尾貴史 パイプのけむり              | 吉永小百合 娘よ、ここが長崎です |